# Anton Pongratz
Anton Pongratz cunoscut și ca Antal Pongrácz (n. 18 martie 1948, Târgu Mureș, România – d. 18 martie 2008, Târgu Mureș, România) a fost un scrimer olimpic român specializat pe spadă. 

## Începutul carierei
A început antrenamentul de scrimă cu Andrei Kakuts la CSU Târgu Mureș. A cucerit medalia de aur la Campionatul Mondial pentru juniori din 1967 de la Teheran.

## Sportiv olimpic
A luat parte la probele de spadă individual și de spadă pe echipe la Jocurile Olimpice din 1972 de la München, unde s-a clasat pe locul 4 și pe locul 5. A participat și la cele din 1976 de la Montreal și la cele din 1980 de la Moscova.

## Campion național
A fost campion național în 1967 și 1973. Pentru realizările sale a primit titlul de maestru emerit al sportului în anul 1968.
În paralel cu cariera sa sportivă a activat ca medic stomatolog.

## Distincții
- Medalia „Meritul Sportiv” clasa I (29 decembrie 1967) „pentru merite deosebite în domeniul culturii fizice și sportului”[4]
- Medalia „Meritul Sportiv” clasa I (15 aprilie 1981) „pentru rezultatele deosebite obținute la Jocurile olimpice de vară de la Moscova — 1980, precum și pentru contribuția adusă la dezvoltarea activității sportive și la creșterea prestigiului sportului românesc pe plan internațional”[5]